# Allen Iverson
Pour les articles homonymes, voir Iverson.
Allen Ezail Iverson, plus connu sous le nom d'Allen Iverson et surnommé The Answer, né le 7 juin 1975 à Hampton en Virginie (États-Unis), est un joueur américain de basket-ball. Il évolue essentiellement au poste d'arrière en NBA durant sa carrière, mais également à celui de meneur (« combo guard »). Son nom reste associé aux Sixers de Philadelphie.
Après deux saisons universitaires où il évolue dans l'équipe des Hoyas de l'université de Georgetown, entraînée par John Thompson, Iverson est sélectionné en première position de la draft 1996 de la NBA par les Sixers de Philadelphie. Il joue pour les Sixers pendant dix ans de 1996 au 19 décembre 2006, puis est transféré aux Nuggets de Denver, où il évolue durant deux saisons (de 2006 à 2008) avant d'être transféré aux Pistons de Détroit, puis aux Grizzlies de Memphis en fin de saison. Il ne joue que trois matchs avec les Grizzlies avant de quitter le club. Il signe ensuite un contrat avec les Sixers, franchise qu'il quitte à la fin de la saison pour un dernier contrat en Europe dans le club turc de Beşiktaş JK.
Durant sa carrière Iverson a remporté de nombreuses distinctions individuelles, dont le titre de MVP en 2001, et a emmené les Sixers aux finales NBA cette même année, finales que les Sixers perdent face aux Lakers de Los Angeles. Il a été quatre fois meilleur marqueur de la saison en 1999, 2001, 2002 et 2005 (dont trois fois avec plus de 30 points de moyenne). 
Depuis son arrivée en NBA jusqu'à la saison 2007-2008, Iverson est toujours parmi les 10 meilleurs joueurs à la moyenne des points par saison dont huit fois de suite parmi les trois meilleurs marqueurs de la saison (de 1998-1999 à 2005-2006).
Sur l'ensemble de sa carrière, ses moyennes de points par match sont de 26,7 en saison régulière (7e dans l'histoire de la NBA) et 29,7 en playoffs (2e derrière Michael Jordan). Il fait partie des plus grands attaquants et des meilleurs dribbleurs (notamment pour son crossover) de l'histoire de la NBA. 
Plus petit et plus frêle que ses adversaires de l’époque, Allen Iverson est une icône du basket-ball et est souvent considéré comme le meilleur joueur de l’histoire de la NBA « kilos pour kilos ».
En 2016, il rejoint le Basketball Hall of Fame.

## Biographie

### Enfance
Allen Iverson grandit a Hampton, Virginie dans un quartier défavorisé. Sa mère Ann le met au monde alors qu'elle n'a que 15 ans ; il ne verra jamais son père biologique. Sa mère le met à la porte alors qu'il n'a que 16 ans et il emménage alors chez son ancien entraîneur de football américain Gary Moore qui deviendra plus tard son agent.
Au lycée Bethel à Hampton, Iverson joue à la fois au basket-ball et au football américain, sport qu'il préfère et dans lequel il joue au poste de quarterback.
En 1993, il devient champion de l'État en football américain et est en train de réaliser une bonne saison en basket-ball, cela lui donne le début de sa notoriété et son surnom de The Answer. Néanmoins en février 1993, une bagarre éclate entre Blancs et Noirs à la sortie d'un bowling. Selon Iverson, cette bagarre éclate après une insulte raciste proférée à son encontre. Personne n'est sérieusement blessé mais Iverson est condamné à 15 ans de prison. Il est gracié au bout de 4 mois d'incarcération par le gouverneur de Virginie et un procès en appel l'innocente,.
Au lycée, Iverson établit un nouveau record pour le nombre de points marqués en une saison de basket-ball avec 948 points en 30 matches. Ce record est battu lors de la saison 2017-2018 par Mac McClung.
En 1994, John Thompson, entraîneur des Hoyas de Georgetown, l'équipe de basket-ball de l'université de Georgetown, lui offre une bourse permettant de jouer en équipe universitaire au sein de l'université de Georgetown, à condition qu'Iverson accepte les règles de vie de l'établissement.

### Carrière universitaire
Lors de sa carrière universitaire, il est élu deux fois défenseur « de l'année de la Big East Conference » et il obtient la médaille d'or avec l'équipe des États-Unis aux championnats du monde universitaire. Iverson devient le meilleur marqueur de l'histoire de Georgetown.
Iverson hésite dans sa jeunesse entre le basket et le football américain. Il reprochait au basket-ball de ne pas être un sport assez physique pour lui.[réf. nécessaire]
Sa sœur malade a besoin de médicaments coûteux, et d'un commun accord avec sa mère et son entraîneur il s'inscrit à la Draft de la NBA.[réf. nécessaire] Iverson est drafté en première position de la draft 1996 de la NBA par les 76ers de Philadelphie.
Ses statistiques aux Hoyas : 20,5 points et 4,5 passes la première année et 25 points, 5 passes et 3,5 interceptions pendant la deuxième.

### Carrière professionnelle

#### Premières saisons dans la National Basketball Association (1996-1999)
Le 26 juin 1996, les Sixers sélectionnent Allen Iverson à la première place de la draft 1996 de la NBA.
Titulaire pour son premier match en NBA – la réception des Bucks par les Sixers – Iverson marque 30 points et fait 6 passes décisives. 
Lors de sa première saison, il réalise 14 double-doubles et finit avec des statistiques de 23,5 points de moyenne par rencontre, 7,5 passes décisives, plus de 4 rebonds et 2 interceptions.
Il devient le seul rookie de l'histoire de la NBA à avoir inscrit plus de 40 points pendant 5 matchs consécutifs (44, 40, 44, 50, 40), dépassant le record de Wilt Chamberlain (3 matches de suite en 1959-1960).
Avec 19 points et 9 passes avec la sélection de l'Est qui s'impose 96 à 91, Iverson remporte aussi le titre de MVP du Rookie Game, bien que les fans lui préfèrent alors le joueur de l'équipe adverse Kobe Bryant, celui-ci établissant un record pour un rookie en inscrivant 31 points. Il est élu NBA Rookie of the Year en 1997, c'est-à-dire meilleur débutant, devançant dans les votes Stephon Marbury des Timberwolves du Minnesota et Shareef Abdur-Rahim des Grizzlies de Vancouver.
Pour son premier match de playoffs à domicile en carrière, le 13 mai 1999 (lors de la 3e rencontre contre le Magic d'Orlando au premier tour), Iverson devient le seul joueur de l'histoire de la NBA à réaliser 10 interceptions (record en playoffs).

#### Saison 2000-2001
Cette saison est l'une des meilleures d'Allen Iverson, et ce même s'il subit la première blessure importante de sa carrière (fracture du bras). Lors de son retour, afin de soigner un hygroma au coude droit, il devient le premier joueur à porter un basketball sleeve en compétition. 
À la surprise générale, les 76ers commencent par dix succès consécutifs et à la mi-saison, les Sixers ont le meilleur bilan à l'est avec 41 victoires pour 14 défaites. Larry Brown, l'entraîneur des Sixers, dirige l'équipe de l'Est lors du All-Star Game à Washington dont Iverson est élu MVP. 
À la fin de la saison, les Sixers ont le meilleur bilan de la NBA à égalité avec les Lakers et Allen Iverson est élu MVP de la saison régulière, il est par la même occasion le plus petit MVP de l'histoire de la NBA.
Au premier tour des playoffs, les Sixers rencontrent les Pacers de l'Indiana de Reggie Miller. Les Sixers s'imposent 3-1. 
Au second tour, les Sixers battent les Raptors de Toronto. Iverson marque plus de 50 points dans deux matchs (54 et 52), performance uniquement réalisé avant lui par Michael Jordan. La série est serrée et va jusqu'au 7e match. Vince Carter, le joueur vedette des Raptors manque son dernier tir au 7e match et les Sixers l'emportent 88-87. Il a marqué 236 points pendant les 7 matchs de cette série en demi-finale de Conférence; 36 - 54 - 23 - 30 - 52 - 20 - 21 (241 pour LeBron James en 2018 contre Toronto; 243 pour Kawhi Leonard en 2019 pour Toronto; 246 pour Michael Jordan en 1993 avec les Bulls de Chicago et 260 pour Kareem Abdul-Jabbar en 1977 avec les Lakers de Los Angeles).
En finale de conférence les Sixers rencontrent les Bucks de Milwaukee. Iverson termine cette série (là encore serrée) en inscrivant 46 (à 14/33 au sixième match) et 44 points dans le septième match (17/31, 5 rebonds et 7 passes décisives).
Les 76ers se qualifient ainsi pour la finale face aux Lakers de Los Angeles. Les pronostics sont défavorables aux Sixers pour la finale. Les Lakers sont invaincus en playoffs. Les Sixers ont alors un bilan dans les playoffs de 11 victoires pour 7 défaites.
Le premier match se joue à Los Angeles. Iverson inscrit 30 points en une seule mi-temps et le score à la fin du deuxième quart-temps est de 56-50 pour les Sixers. Lors de la seconde mi-temps, Shaquille O'Neal se réveille et finit la rencontre avec 44 points et prend 20 rebonds. Bryant marque 17 points à 7/22 au tir pendant la rencontre. Les deux équipes sont à égalité à la fin du temps réglementaire 94-94.
En prolongation les Lakers mènent 99-94 puis Iverson marque sept points d'affilée tout en défendant énergiquement. Les Sixers repassent alors devant, grâce à Iverson qui réussit un cross-over suivi d'un tir long sur le meneur adverse Tyronn Lue, pour inscrire le panier de la victoire. Il termine la rencontre avec 48 points, 5 rebonds, 6 passes et 5 interceptions.
Sur une série de 3 matchs (matches 6 et 7 contre les Bucks et le game 1 contre les Lakers), Iverson marque en moyenne 46 points avec un pourcentage de shoot à 46% à 2 points et à 50% à 3 points.
Amoindris par des blessures et sans aide offensive pour épauler Iverson, les Sixers chutent et perdent ces Finales sur le score de 4-1. Iverson termine les playoffs avec une moyenne de 32,9 points, 5 rebonds, 6 passes décisives et 2,5 interceptions par rencontre, dont 35,6 points, 6 rebonds, 4 passes et 2 interceptions lors des 5 matchs de ces finales.
Cette année, Allen Iverson est MVP de la saison régulière, MVP du All-Star Game, meilleur marqueur et meilleur intercepteur NBA ainsi que finaliste NBA.

#### Saisons 2002-2006

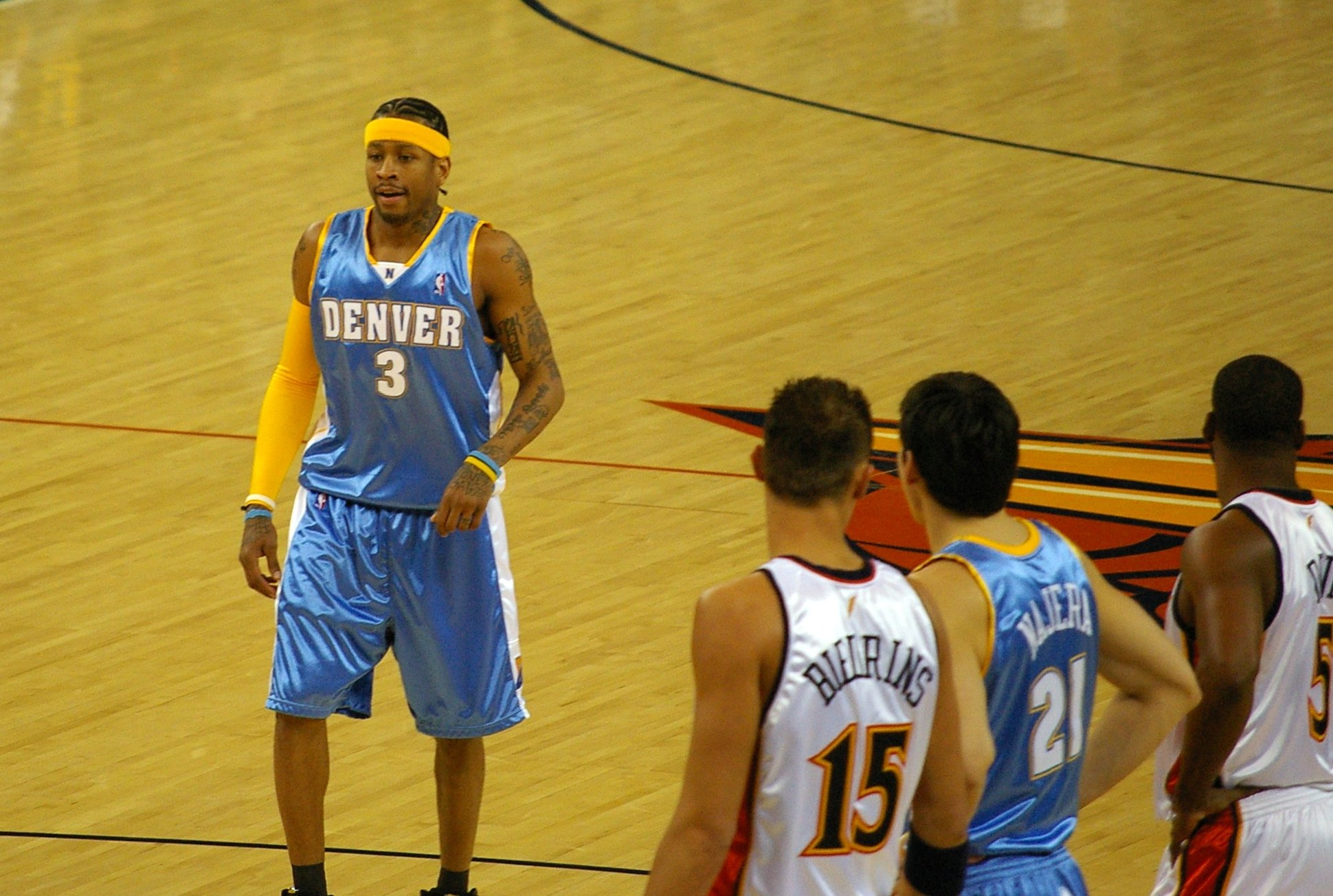
Allen Iverson (#3) avec un basketball sleeve sur son bras droit.

Pour le premier match des playoffs 2003 contre les Hornets, il marque 55 points à 65 % au tir, devenant le 6e joueur à marquer plus de 55 points dans un match de playoffs.
Au cours du mois de décembre 2004, il va enchaîner 2 matchs à plus de 50 points (le 18/12 contre Milwaukee avec 54 points et le 20/12 contre Utah avec 51 points).
Le 12 février 2005, face au Magic d'Orlando (avec Dwight Howard, Steve Francis, Grant Hill, Doug Christie et Jameer Nelson), "The Answer" va inscrire son record de points en saison régulière. Avec 60 points à 17/36, 6 passes décisives, 5 interceptions et un contre, il devient le premier Sixer depuis Wilt Chamberlain à atteindre ce cap.
À la fin de la saison 2004-2005, ses moyennes par match sont de : 30,7 points (1er), 7,9 passes décisives (5e), 2,4 interceptions (2e) et 42,3 minutes par match (deuxième derrière LeBron James et ses 42,4 min). Il est cinquième au classement du MVP de saison régulière.
Au premier tour des playoffs 2005, grâce à son apport (37 points, 15 passes décisives), les Sixers gagnent la 3e rencontre à domicile, contre les Pistons de Detroit 115 à 104. Il devient ainsi l'un des 4 joueurs dans l'histoire à enregistrer au moins 35 points et 15 passes décisives dans un match de playoffs, avec entre autres Oscar Robertson et Jerry West. Malgré des moyennes par match importantes (plus de 30 points et 10 passes décisives), les Sixers sont éliminés dès le premier tour des playoffs.
À l'issue de la saison 2005-2006, il marque en moyenne 33 points (2e de la NBA derrière Kobe Bryant avec 35,4 points par match) et réalise plus de 7 assists par match. Mais tout au long de la saison, les Sixers peinent à maintenir leur bilan au-dessus des 50 % avec 14 victoires pour 13 défaites en début de saison. Cette année-là, il atteint les 1 000 points en moins de 31 matchs. Les Sixers terminent 9e de la Conférence Est, à 2 victoires de la 8e place et des playoffs. Au total, Iverson inscrit 2 377 points en 72 matchs.
De 1996 à 2006, Iverson marque en moyenne 28,6 points et intercepte 2,3 ballons par match (en saison régulière).

#### 2006-2008: Nuggets de Denver
En 2006, les relations sont tendues entre Iverson et Maurice Cheeks, qui a remplacé Larry Brown comme entraîneur des Sixers, et les dirigeants du club. Ceux-ci ne supportent plus les écarts de conduite d'Iverson qui, quant à lui, souhaite évoluer dans une équipe prétendante au titre. Les premières rumeurs parlent des Timberwolves du Minnesota de Kevin Garnett ou encore des Kings de Sacramento. Mais, en décembre 2006, ce sont les Nuggets de Denver qui échangent Andre Miller, Joe Smith ainsi que deux draft picks contre Iverson et Ivan McFarlin. Pour son premier match avec les Nuggets, il marque 22 points et fait 10 passes décisives contre Sacramento. En 50 matches, il marque en moyenne 24,8 points.
Durant la saison 2007-2008, Iverson marque en moyenne 26,4 points et offre 7,1 passes décisives par rencontre. Le 5 décembre 2007 au Pepsi Center, Iverson va réaliser son unique match à 50 points sous le maillot de Denver (51 points à 18/27 aux tirs – 15/18 aux lancers-francs – et 8 passes en 48 minutes) contre les Lakers de Los Angeles (défaite de Denver 111-107). C'est la dernière fois qu’il passe la barre des 50 points en carrière.  
De son début de carrière à la saison 2007-2008, il a une moyenne de 27,8 points par match.  
Au cours de ces saisons avec Denver, il est éliminé deux fois au premier tour des playoffs (en 2007 contre les Spurs - futurs champions - et en 2008 contre les Lakers - futurs finalistes). Son association avec l'autre grand attaquant de l'équipe; Carmelo Anthony; n'a pas abouti aux résultats escomptés.  
En deux saisons avec les Nuggets, Iverson a une moyenne de points par match de 25,6. C'est la deuxième meilleure moyenne dans l'histoire de la franchise, derrière les 25,9 points par match d'Alex English.

#### Fin de carrière
En novembre 2008, Allen Iverson est transféré des Nuggets aux Pistons de Détroit. Chauncey Billups (meneur), Cheikh Samb (pivot) et Antonio McDyess (intérieur) font le chemin inverse. À la fin de la saison 2008-2009, blessé et indisponible pour les playoffs, il est laissé libre par les Pistons. 
Il signe le 10 septembre 2009 un contrat avec les Grizzlies de Memphis. Il fait ses débuts avec cette équipe le 2 novembre. Deux jours plus tard en marquant dix-huit points lors d'une défaite face aux Warriors de Golden State, il franchit la barre des 24 000 points en carrière. Il joue trois rencontres avec les Grizzlies avant de quitter l'équipe pour rejoindre sa famille à Atlanta. Il se plaint de ne pas être titulaire, de ne pas jouer suffisamment et sa famille lui manque. Il est licencié par l'équipe dans un accord commun. Les Knicks de New York qui envisageaient de l'embaucher renoncent,.  
Le 2 décembre, il signe un contrat d'un an (non garanti) avec son ancienne équipe Philadelphie, ville dans laquelle il est toujours très populaire. Iverson souhaite y rester jusqu'à la fin de sa carrière. Pour son retour, il fait face à Denver avec 11 points, 6 passes et 5 rebonds. L'aventure ne dure que 25 matches, pour 13,9 points de moyenne. Il joue son dernier match NBA contre les Bulls, le 20 février 2010 (défaite 122-90). 
Le 2 mars 2010, il annonce officiellement qu'il ne jouera plus jusqu'à la fin de la saison pour s'occuper de sa fille malade. Les Sixers terminent la saison 13e de la conférence Est avec un bilan de 27 victoires pour 55 défaites. Au cours de cette dernière saison, Iverson joua contre les futures grandes stars de la ligue : Derrick Rose, Kevin Durant, Russell Westbrook, James Harden et Stephen Curry (les 2 derniers étant alors rookies).
En octobre 2010, sans proposition en NBA, Iverson rejoint brièvement le club turc du Besiktas Istanbul pour un contrat de deux ans et quatre millions de dollars, avec option de sortie au terme de la première année. Il porte le n°4 et dispute l'EuroCoupe 2010-2011. Il quitte le club en janvier 2011 et repart aux États-Unis, puis fait ensuite quelques rencontres pour un club chinois.
Depuis 1984, il fait partie des joueurs ayant plus de 22 ratés sur un match (4 fois pour Tracy Mcgrady, 6 fois pour James Harden -en cours-, 7 fois pour Dominique Wilkins, 10 fois pour Russell Westbrook -en cours-, 12 fois pour Allen Iverson, 13 fois pour Michael Jordan et 25 fois pour Kobe Bryant).

#### Retraite sportive
Le mercredi 30 octobre 2013, il annonce sa retraite lors d’une conférence de presse. Les Sixers prévoient de retirer son numéro (3) lors d'une cérémonie le 1er mars 2014. Lors d'une interview avec Larry Brown, celui-ci dit qu'Iverson se croyait le meilleur joueur de l'histoire. Ce 1er mars, 20 856 personnes sont venues assister à la cérémonie et à la défaite des Sixers contre les Wizards de Washington. Au terme d'une cérémonie émouvante, son numéro 3 est hissé au plafond du Wells Fargo Center. 
Le 11 septembre 2016, Iverson fait son entrée au Basketball Hall of Fame.

## Style de jeu et personnalité

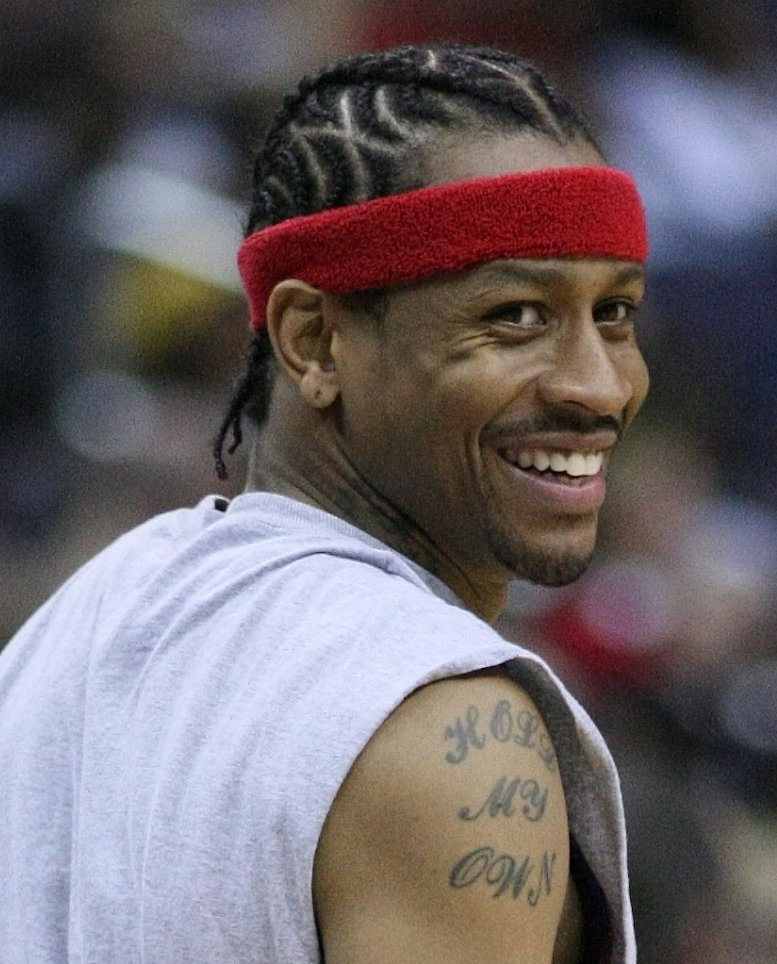
Allen Iverson en décembre 2008 avec ses tresses, son bandeau et un de ses tatouages sur son épaule droite.

Allen Iverson est connu pour ses nombreux tatouages et ses tresses. Il est le premier à faire la connexion entre basket-ball et hip-hop. Il a aussi réalisé un album de rap sous le pseudonyme de Jewelz, intitulé Non-Fiction. Le commissionnaire de la ligue David Stern met en place un dress code, interdisant les baggys, les chaines en or et ce qui rappelle la culture du rap. Allen Iverson popularise également le bandeau qu'il borde sur la tête, et le manchon, un bas de contention pour maintenir son bras.

## Palmarès

### En sélection nationale
- Médaille de bronze aux Jeux olympiques d'été de 2004.

### En franchise
- Finales NBA contre les Lakers de Los Angeles en 2001 avec les 76ers de Philadelphie.
- Champion de la Conférence Est en 2001 avec les 76ers de Philadelphie.
- Champion de la Division Atlantique en 2001 avec les 76ers de Philadelphie.

### Distinctions personnelles
- NBA Rookie of the Year en 1997.
- NBA All-Rookie First Team en 1997.
- NBA Most Valuable Player de la saison régulière en 2001 (à 25 ans). Il demeure le seul MVP à moins de 75 matches depuis 1961 (71 matches en 2001) - 4è en 1999, 7è en 2000, 9è en 2002, 6è en 2003, 5è en 2005, 10è en 2006 à 30 ans
- All-NBA First Team en 1999, 2001 et 2005.
- All-NBA Second Team en 2000, 2002 et 2003.
- All-NBA Third Team en 2006.
- 11 sélections au NBA All-Star Game en 2000, 2001, 2002, 2003, 2004, 2005, 2006, 2007 (une blessure l'empêche d'y participer), 2008, 2009 et 2010 (absent pour raison personnelle).
- NBA All-Star Game Most Valuable Player Award en 2001 et 2005.
- MVP du Rookie Challenge en 1997.
- Meilleur marqueur NBA en 1999 (26,8), 2001 (31,1), 2002 (31,4) et 2005 (30,7).
- Meilleur intercepteur NBA en 2001 (2,5), 2002 (2,8) et 2003 (2,7).
- Meilleur marqueur de la NBA au nombre de points marqués en 2005 (2302).
- Meilleur intercepteur de la NBA au nombre de ballons volés en 2003 (225) et 2005 (180).
- Joueur ayant passé le plus de temps sur les parquets de NBA en 2003 (3485 minutes).
- Joueur ayant tenté le plus de tirs en NBA en 1999 (1056), 2000 (1733), 2003 (1940) et 2005 (1818).
- Joueur ayant tenté le plus de lancers-francs en NBA en 2006 (830).
- Joueur ayant réussi le plus de lancers-francs en NBA 2005 (656) et en 2008 (645).
- Élu parmi les 50 meilleurs joueurs de basketball par Slam (magazine) en 2009.
- Son maillot, le no 3, a été retiré par les 76ers de Philadelphie le 1er mars 2014.
- Il rejoint le Basketball Hall of Fame en 2016.
- 46e au classement des 100 meilleurs joueurs de basketball de tous les temps par ESPN en 2016
- 34e au classement des 100 meilleurs joueurs dans l'histoire de la NBA sur Bleacher Report en 2015
- 33e au classement des 100 meilleurs joueurs de l'histoire de la NBA par l'Equipe en 2016
- 28e au classement des 100 meilleurs joueurs all-time sur SLAM Online en 2018

## Statistiques NBA

### Saison régulière

#### En match
Légende :
| Leader de la ligue | Titre MVP | Titre recrue (rookie) de l'année |

gras = ses meilleures performances
Statistiques en saison régulière d'Allen Iverson
| Année         | Équipe        | Matches | Titul. | Min./m. | %tir | %3pts | %l-f | rbds/m. | pass/m. | int/m. | ctr/m. | pts/m. |
| ------------- | ------------- | ------- | ------ | ------- | ---- | ----- | ---- | ------- | ------- | ------ | ------ | ------ |
| 1996-1997     | Philadelphie  | 76      | 74     | 40,1    | 41,6 | 34,1  | 70,2 | 4,1     | 7,5     | 2,1    | 0,3    | 23,5   |
| 1997-1998     | Philadelphie  | 80      | 80     | 39,4    | 46,1 | 29,8  | 72,9 | 3,7     | 6,2     | 2,2    | 0,3    | 22,0   |
| 1998-1999     | Philadelphie  | 48      | 48     | 41,5    | 41,2 | 29,1  | 75,1 | 4,9     | 4,6     | 2,3    | 0,2    | 26,8   |
| 1999-2000     | Philadelphie  | 70      | 70     | 40,8    | 42,1 | 34,1  | 71,3 | 3,8     | 4,7     | 2,1    | 0,1    | 28,4   |
| 2000-2001     | Philadelphie  | 71      | 71     | 42,0    | 42,0 | 32,0  | 81,4 | 3,8     | 4,6     | 2,5    | 0,3    | 31,1   |
| 2001-2002     | Philadelphie  | 60      | 59     | 43,7    | 39,8 | 29,1  | 81,2 | 4,5     | 5,5     | 2,8    | 0,2    | 31,4   |
| 2002-2003     | Philadelphie  | 82      | 82     | 42,5    | 41,4 | 27,7  | 77,4 | 4,2     | 5,5     | 2,7    | 0,2    | 27,6   |
| 2003-2004     | Philadelphie  | 48      | 47     | 42,5    | 38,7 | 28,6  | 74,5 | 3,7     | 6,8     | 2,4    | 0,1    | 26,4   |
| 2004-2005     | Philadelphie  | 75      | 75     | 42,3    | 42,4 | 30,8  | 83,5 | 4,0     | 7,9     | 2,4    | 0,1    | 30,7   |
| 2005-2006     | Philadelphie  | 72      | 72     | 43,1    | 44,7 | 32,3  | 81,4 | 3,2     | 7,4     | 1,9    | 0,1    | 33,0   |
| 2006-2007     | Philadelphie  | 15      | 15     | 42,7    | 41,3 | 22,6  | 88,5 | 2,7     | 7,3     | 2,2    | 0,1    | 31,2   |
| 2006-2007     | Denver        | 50      | 49     | 42,4    | 45,4 | 34,7  | 75,9 | 3,0     | 7,2     | 1,8    | 0,2    | 24,8   |
| 2007-2008     | Denver        | 82      | 82     | 41,8    | 45,8 | 34,5  | 80,9 | 3,0     | 7,1     | 2,0    | 0,2    | 26,4   |
| 2008-2009     | Denver        | 3       | 3      | 41,0    | 45,0 | 25,0  | 72,0 | 2,7     | 6,7     | 1,0    | 0,3    | 18,7   |
| 2008-2009     | Détroit       | 54      | 50     | 36,5    | 41,6 | 28,6  | 78,6 | 3,1     | 4,9     | 1,6    | 0,1    | 17,4   |
| 2009-2010     | Memphis       | 3       | 0      | 22,3    | 57,7 | 100,0 | 50,0 | 1,3     | 3,7     | 0,3    | 0,0    | 12,3   |
| 2009-2010     | Philadelphie  | 25      | 24     | 31,9    | 41,7 | 33,3  | 82,4 | 3,0     | 4,1     | 0,7    | 0,1    | 13,9   |
| Carrière      | Carrière      | 914     | 901    | 41,1    | 42,5 | 31,3  | 78,0 | 3,7     | 6,2     | 2,2    | 0,2    | 26,7   |
| All-Star Game | All-Star Game | 9       | 9      | 26,6    | 41,4 | 66,7  | 76,9 | 2,6     | 6,2     | 2,3    | 0,1    | 14,4   |

Note: *La saison 1998-1999 a été réduite à 50 matchs en raison d'un lock out.

#### En carrière/saison régulière
- 26,7 points en moyenne par match, 7e de l'histoire de la NBA.
- 2,17 interceptions par match, 9e de l'histoire de la NBA.
- 25e meilleur marqueur de l'histoire de la NBA avec 24 368 points inscrits en 914 matchs.
- 12e meilleur intercepteur de l'histoire de la NBA avec 1 983 interceptions en 914 matchs.
- 79 matchs à 40 points ou plus (6e dans l'histoire de la NBA derrière James Harden avec 80 matchs, Elgin Baylor (88), Kobe Bryant (122), Michael Jordan (173) et Wilt Chamberlain avec 271 matchs.)[réf. nécessaire]
- 11 matchs à 50 points ou plus (6 victoires - 5 défaites)
- Un des trois joueurs avec Michael Jordan et James Harden à avoir enregistré plus de 40 points et 10 passes décisives sur 5 matchs au cours de la même saison.
- Un des trois joueurs avec Pete Maravich et Chris Paul à avoir enregistré plus de 40 points, 15 passes décisives et 1 balle perdue ou moins dans un match[25].
- Un des trois joueurs avec Nate Robinson (en 2010) et Jordan Clarkson (en 2019) à terminer un match avec au moins 40 points, 5 rebonds et 5 passes en démarrant la partie sur le banc au cours des 35 dernières années (en 2002 contre les Nets de New Jersey avec 43 points, 5 rebonds et 5 passes en 43 minutes - victoire 110-102).
- Un des quatre joueurs dans l'histoire (avec Kyrie Irving, Michael Jordan et Wilt Chamberlain) à avoir marqué 50 points dans un match sans perdre un seul ballon.
- Avec Kobe Bryant, Michael Jordan et James Harden, il fait partie des joueurs ayant mis 40 points ou plus sur une série de 5 matchs d'affilée[26].
- 4 saisons à plus de 30 points par match ! Seuls Oscar Robertson (6), Wilt Chamberlain (7) et Michael Jordan (8) ont fait plus (4 pour Adrian Dantley - 4 pour Jerry West - 4 pour Kareem Abdul Jabbar - 3 pour Elgin Baylor - 3 pour Bob McAdoo - 3 pour Kobe Bryant - 2 pour LeBron James - 2 pour Kevin Durant)[réf. nécessaire]
- Avec Karl Malone, Michael Jordan, LeBron James, Kevin Garnett, Kobe Bryant et Larry Bird, Iverson fait partie des joueurs avec au moins 20 000 points, 3 000 rebonds, 5 000 passes décisives et 1 500 interceptions en carrière.
- Il a dépassé les 20 000 points en carrière en 713 matchs (6e le plus rapide à les atteindre).[réf. nécessaire]
- Avec Damian Lillard, Michael Jordan, James Harden et Stephen Curry, il fait partie des joueurs à avoir, en moyenne, marqué au moins 25 points par rencontre et fait 6 passes décisives durant trois saisons consécutives sur les 45 dernières années.[réf. nécessaire]
- Iverson est l'un des huit joueurs à avoir effectué au moins 10 saisons de suite à 25 points ou plus (avec Shaquille O'Neal, Michael Jordan, Jerry West, Karl Malone, Dominique Wilkins, LeBron James, Kevin Durant - 9 pour Kareem Abdul-Jabbar, 9 pour Kobe Bryant, 8 pour Wilt Chamberlain, 8 pour Oscar Robertson)
- Allen Iverson et Michael Jordan sont les deux seuls joueurs à être parmi les dix meilleures moyennes de l'histoire de la NBA dans deux catégories : points et interceptions.

### Playoffs

#### En match
Statistiques en playoffs d'Allen Iverson
| Année    | Équipe                | Matches | Titul. | Min./m. | %tir | %3pts | %l-f | rbds/m. | pass/m. | int/m. | ctr/m. | pts/m. |
| -------- | --------------------- | ------- | ------ | ------- | ---- | ----- | ---- | ------- | ------- | ------ | ------ | ------ |
| 1999     | 76ers de Philadelphie | 8       | 8      | 44,8    | 41,1 | 28,3  | 71,2 | 4,1     | 4,9     | 2,5    | 0,2    | 28,5   |
| 2000     | 76ers de Philadelphie | 10      | 10     | 44,4    | 38,4 | 30,8  | 73,9 | 4,0     | 4,5     | 1,2    | 0,1    | 26,2   |
| 2001     | 76ers de Philadelphie | 22      | 22     | 46,2    | 38,9 | 33,8  | 77,4 | 4,7     | 6,1     | 2,4    | 0,3    | 32,9   |
| 2002     | 76ers de Philadelphie | 5       | 5      | 41,8    | 38,1 | 33,3  | 81,0 | 3,6     | 4,2     | 2,6    | 0,0    | 30,0   |
| 2003     | 76ers de Philadelphie | 12      | 12     | 46,4    | 41,6 | 34,5  | 73,7 | 4,3     | 7,4     | 2,4    | 0,1    | 31,7   |
| 2005     | 76ers de Philadelphie | 5       | 5      | 47,6    | 46,8 | 41,4  | 89,7 | 2,2     | 10,0    | 2,0    | 0,4    | 31,2   |
| 2007     | Nuggets de Denver     | 5       | 5      | 44,6    | 36,8 | 29,4  | 80,6 | 0,6     | 5,8     | 1,4    | 0,0    | 22,8   |
| 2008     | Nuggets de Denver     | 4       | 4      | 39,5    | 43,4 | 21,4  | 69,7 | 3,0     | 4,5     | 1,0    | 0,2    | 24,5   |
| Carrière | Carrière              | 71      | 71     | 45,1    | 40,1 | 32,7  | 76,4 | 3,8     | 6,0     | 2,1    | 0,2    | 29,7   |

#### En carrière
- 71 matchs joués, 3 205 minutes jouées, 2 111 points marqués
- 29,7 points par match en playoffs, 2e meilleure moyenne dans l'histoire de la NBA derrière Michael Jordan.
- 5e plus grand total de points inscrits dans une campagne de playoffs avec 723 points en 2001 (22 matchs), derrière Michael Jordan 1er (759 en 1992 - 22 matchs), Lebron James 2è (748 en 2018 - 22 matchs), Kawhi Leonard 3è (732 en 2019 - 24 matchs) et Hakeem Olajuwon 4è (725 en 1995 - 22 matchs).
- 2,07 interceptions par match en playoffs, 7e meilleure moyenne de l'histoire de la NBA.
- 39 matchs de playoffs à plus de 30 points dont 14 au cours des playoffs de 2001
- 11 matchs de playoffs à plus de 40 points dont 6 au cours des playoffs de 2001
- 3 matchs de playoffs à plus de 50 points (52, 54 en 2001 contre les Raptors de Toronto) et (55 en 2003 contre les Hornets) (4 matchs pour Wilt Chamberlain & 8 pour Michael Jordan).
- 48 points inscrits dans un match de finales en 2001 : 7e meilleure performance dans l'histoire des Finales NBA.

## Records NBA

### Records sur une rencontre
Les records personnels d'Allen Iverson en NBA sont les suivants, :
| Record de la franchise |

| Type de statistique        | Saison régulière | Saison régulière         | Saison régulière | Playoffs | Playoffs                       | Playoffs      |
| Type de statistique        | Record           | Adversaire               | Date             | Record   | Adversaire                     | Date          |
| -------------------------- | ---------------- | ------------------------ | ---------------- | -------- | ------------------------------ | ------------- |
| Points                     | 60               | Magic d'Orlando          | 12 février 2005  | 55       | Hornets de La Nouvelle-Orléans | 20 avril 2003 |
| Paniers marqués            | 21               | Rockets de Houston       | 15 janvier 2002  | 21       | 3 fois                         | 3 fois        |
| Paniers tentés             | 42               | Rockets de Houston       | 15 janvier 2002  | 41       | @ Lakers de Los Angeles        | 6 juin 2001   |
| Paniers à 3 points réussis | 6                | 3 fois                   | 3 fois           | 8        | Raptors de Toronto             | 16 mai 2001   |
| Paniers à 3 points tentés  | 14               | @ Bulls de Chicago       | 7 avril 1997     | 14       | Raptors de Toronto             | 16 mai 2001   |
| Lancers francs réussis     | 24               | Magic d'Orlando          | 12 février 2005  | 19       | Celtics de Boston              | 28 avril 2002 |
| Lancers francs tentés      | 27               | Magic d'Orlando          | 12 février 2005  | 20       | Celtics de Boston              | 28 avril 2002 |
| Rebonds offensifs          | 5                | 5 fois                   | 5 fois           | 5        | @ Pacers de l'Indiana          | 17 mai 1999   |
| Rebonds défensifs          | 9                | 3 fois                   | 3 fois           | 10       | Lakers de Los Angeles          | 10 juin 2001  |
| Rebonds totaux             | 11               | Warriors de Golden State | 30 mars 2001     | 12       | Lakers de Los Angeles          | 10 juin 2001  |
| Passes décisives           | 16               | 2 fois                   | 2 fois           | 16       | Raptors de Toronto             | 20 mai 2001   |
| Interceptions              | 9                | 2 fois                   | 2 fois           | 10       | Magic d'Orlando                | 13 mai 1999   |
| Contres                    | 3                | Bulls de Chicago         | 17 avril 1998    | 2        | Magic d'Orlando                | 13 mai 1999   |
| Balles perdues             | 12               | Warriors de Golden State | 8 mars 2005      | 7        | @ Pistons de Détroit           | 23 avril 2005 |
| Minutes jouées             | 57               | Rockets de Houston       | 20 décembre 2007 | 53       | 2 fois                         | 2 fois        |

- Double-double : 143 (dont 9 en playoffs)
- Triple-double : 1

### Records en carrière

#### Saison régulière
- Premier joueur de l'histoire de la NBA à avoir été meilleur intercepteur de la NBA durant trois années consécutives.
- Meilleur marqueur et meilleur intercepteur lors d'une même saison (il l'a réalisé en 2000-2001 et 2001-2002). Seuls Michael Jordan (qui l'a réalisé trois fois) et Stephen Curry (une fois) ont aussi réalisé cet exploit.
- Avec 4 titres de meilleur marqueur, il est avec George Gervin et Kevin Durant le troisième joueur le plus titré de l'histoire de la NBA dans cette catégorie statistique derrière Michael Jordan (10 titres) et Wilt Chamberlain (7 titres).

#### Playoffs
- 661 tirs tentés en une seule saison de playoffs, en 2001.
- Seul joueur de l'histoire de la NBA à avoir réalisé 10 interceptions dans un match de playoffs (en 1999 contre Orlando lors du game 3)
- A inscrit 26 points en un quart-temps de playoffs (en 2001 contre Milwaukee lors du game 6 dans le quatrième quart-temps)
- Un des 4 joueurs dans l'histoire à avoir enregistré au moins 35 points et 15 passes décisives dans un match de playoffs.
- Un des 10 joueurs dans l'histoire à avoir marqué 40 points ou plus lors d'une victoire dans un game 7 : Sam Jones (47 points en 1963), Calvin Murphy (42 points en 1981), Michael Jordan (42 points en 1992), Charles Barkley (44 points en 1993), Allen Iverson (44 points en 2001), Paul Pierce (41 points en 2008), LeBron James (45 points en 2018), Kawhi Leonard (41 points en 2019), Stephen Curry (50 points en 2023) et Jayson Tatum (51 points en 2023)
- Iverson et Jordan sont les 2 seuls joueurs à avoir inscrit au minimum 50 points, deux fois dans une seule et même série de playoffs, dans l'histoire de la NBA (52 et 54 points contre les Raptors de Toronto en demi-finale de conférence Est en 2001).

#### Finales NBA
- 9 lancers-francs inscrits en un seul quart-temps le 10 juin 2001 contre les Lakers de Los Angeles.
- 178 points inscrits sur une série de 5 matchs (35,6 points par match).
- 66 tirs marqués sur une série de 5 matchs.
- 162 tirs tentés sur une série de 5 matchs.
- 11 tirs à trois points inscrits sur une série de 5 matchs.
- 39 tirs à trois points tentés sur une série de 5 matchs.

Tous ces records sur 5 matchs ont été réalisés dans la série des Finales NBA contre les Lakers de Los Angeles en juin 2001.

### Records de franchise

#### Sixers de Philadelphie
- Meilleure moyenne de points par match à ex aequo avec Wilt Chamberlain (277 matches) : 27,6
- Meilleure moyenne de steals par match à ex aequo avec Maurice Cheeks : 2,3
- 2e joueur au nombre de points marqués : 19 931 derrière Hal Greer qui est le meilleur marqueur dans l'histoire des Sixers (21 586 points en 1 122 matches)
- 2e joueur au nombre d'interceptions : 1 644 derrière Maurice Cheeks (1 942 en 853 matches)
- 3e joueur au nombre de passes décisives : 4 385 (6,1 passes décisives par match)
- 6e joueur au nombre de match joués : 722

#### Nuggets de Denver
- premier joueur au temps de jeu par match : 42 minutes
- 2e meilleure moyenne de points par match : 25,6 (derrière Alex English avec 25,9 points)
- 4e meilleure moyenne de passes par match : 7,1
- 6e meilleure moyenne de interceptions par match : 1,9
- 9e à la Player Efficiency Rating (PER) : 19,8

## Anecdotes
Lors d'une émission de télévision américaine en 2005, invité sur le même plateau, Iverson s'excusa de son comportement auprès de Larry Brown, son entraîneur aux 76ers. En réponse, l'ancien entraîneur des Sixers déclara qu'Iverson était un exemple à suivre pour les jeunes du monde entier et que, malgré leur disputes nombreuses, il appréciait The Answer comme un fils[réf. nécessaire].
Iverson a été élu en 2006, dans les 60 meilleurs joueurs de l'histoire de la NBA pour les 60 ans de la ligue.
Il a gardé le numéro 3 qu'il portait déjà à l'université et ce jusqu'à son transfert à Détroit où il porte le numéro 1. En équipe nationale, il portait le numéro 4.
Iverson fut surnommé The Answer (« La réponse ») par l'équipementier Reebok, en réponse à la question « Qui sera le successeur de Michael Jordan ? ».
Il a d'autres surnoms comme "AI", "Bubbachuk" (son surnom à l'époque de l'université), "The Little Big Man", en raison de ses mensurations (1,83 m et 74 kg), ou encore "Jewelz" (son pseudonyme de rappeur), ou bien "Me, Myself and Iverson" par Charles Barkley.
Il a figuré également durant plusieurs années dans le top 10 des sportifs américains les plus riches.
Allen Iverson a été élu parmi les 50 meilleurs joueurs de l'histoire de la NBA par le magazine SLAM pour fêter les 50 ans du magazine.
Il réussit un 7 sur 7 à 3 points dans le troisième quart-temps, en équipe nationale, durant le tournoi des Amériques (qualificatif pour les JO d'Athènes) en 2003 à Porto Rico face au Canada, pour une victoire 111-71. Team USA remporte ce tournoi et gagne sa place aux Jeux en restant invaincu en dix matchs disputés en 12 jours.

## Vie privée
Iverson est père de cinq enfants : Tiaura, Allen II surnommé Deuce, Isaiah Rahsaan, Messiah et Alijah qu'il a eu avec sa compagne Tawanna Nicole Turner avec qui il est depuis le lycée. Il ne connaît pas son père et son père adoptif a fait de fréquents séjours en prison.[réf. nécessaire]
Iverson peine à s'adapter à la vie après le basket-ball et sa femme Tawanna demande et obtient le divorce. Iverson tombe dans l'alcoolisme et semble ne plus pouvoir subvenir à ses besoins malgré plus de 150 millions de revenus gagnés pendant sa carrière de joueur.
En juin 2013, il est accusé par son ancienne femme Tawanna de retenir leurs 5 enfants en otage, refusant de les rendre à leur mère dans le cadre de leur garde alternée. Après un passage devant le juge, les enfants sont rendus à leur mère.

## Tatouages
Allen Iverson a un style particulier avec ses célèbres tatouages, parmi ceux-ci :
- THE ANSWER (la réponse) situé sur son biceps droit.
- Juste en dessous de "THE ANSWER", il y a un bulldog anglais (animal fétiche de Georgetown University à Washington DC).
- ONLY THE STRONG SURVIVE (seuls les plus forts survivent) situé sur le haut de son bras gauche.
- CRU THIK (nom de son label de disques) situé sur le bras gauche au niveau du radius (4 fois en tout).
- DYNASTY RAIDER (nom de code choisi avec ses amis lorsqu'il était enfant) situé sur son bras gauche au niveau du radius.
- FEAR NO ONE (ne craint personne) situé sur son avant bras droit.
- Le mot loyauté écrit en chinois, situé sur la partie droite du cou.
- CT (abréviation de Cru Thik) situé sur la partie gauche du cou.
- TIAURA & DEUCE (prénom de ses deux enfants) situé sur sa poitrine droite.
- PRAYING HANDS et des mains qui prient sur sa poitrine gauche.
- THE REALIST sur le haut du dos gauche.
- FAME (renommée) sur le haut du dos droit.
- VIRGINIA SLIM dans la nuque.
- TAWANNA dédié à sa femme et situé sur la partie droite de son estomac.
- RA BOOGIE en hommage à Rahsaan Langford, ami d'Iverson qui fut fusillé, situé au-dessus du tatouage loyauté.

## Pour approfondir

### Filmographie
- (en) Allen Iverson - The Answer, NBA, 5 février 2002, (ASIN B0000C8ANZ).
- (en) ESPN Films 30 for 30: No Crossover: The Trial of Allen Iverson, Steve James, ESPN, 60 minutes, 14 avril 2010, (ASIN B003BEE27E).
- (en) Iverson, Zatella Beatty, 214 Films Entertainment Group, 88 minutes.